# Ophiacantha deruens
Ophiacantha deruens is een slangster uit de familie Ophiacanthidae.
De wetenschappelijke naam van de soort werd in 1907 gepubliceerd door René Koehler.